# Puma pardoides
Puma pardoides — вымерший вид кошачьих. Исторически рассматривался как один из древнейших представителей рода Panthera.

## Систематика
Впервые вид был описан в 1846 году под названием Felis pardoides по найденным в Англии остатками. Некоторые учёные выделяли эту кошку в отдельный род — Viretailurus. Согласно исторической теории, вид ранее рассматривался под названием Panthera schaubi и рассматривался базальным представителем рода Panthera и прародительницей всех пантер. Согласно последним исследованиям вид относят к эволюционной линии кошачьих, к которой принадлежит род Puma. Согласно данной теории данный вид является предком современных пум.

## Описание
Вид жил во 2,1 млн — 800 тыс. лет назад. Окаменелости найдены в Европе, Грузии и Монголии. Размеры этих кошек были такими же или чуть больше чем у современных пум. Типичными жертвами, вероятно, были малые и средние копытные, такие как олень Cervus nestii, косули (Capreolus) и кабан (Sus scrofa).